# Liste der Wiener Gemeindebauten/Mariahilf
Diese Liste zählt die Gemeindebauten im 6. Wiener Gemeindebezirk Mariahilf auf.
Es werden nur solche Objekte angeführt, die seit Beginn des sozialen Wohnbaus errichtet wurden. Ältere Häuser, die im Besitz der Stadt Wien sind und in denen ebenfalls Gemeindewohnungen vergeben werden, fehlen daher.
| Name / ID                                        | Foto |                 | Adresse                            | Baujahr   | Architekt(en)                        | Kunstobjekte | Wohnungen | Anmerkungen |
| ------------------------------------------------ | ---- | --------------- | ---------------------------------- | --------- | ------------------------------------ | --- | --------- | --- |
| 621                                              | 1    | Datei hochladen | Brauergasse 4 Standort             | 1981–1983 | Klaus Friedrich Schmidt              | | 10        | |
| 630                                              | 1    | Datei hochladen | Bürgerspitalgasse 7 Standort       | 1986–1988 | Albert Zweymüller                    | | 37        | Identadresse Aegidigasse 8 |
| 628                                              | 1    | Datei hochladen | Corneliusgasse 1 Standort          | 1988–1989 | Franz Kiener                         | | 43        | Identadresse Esterhazygasse 8, Magdalenenstraße 24 |
| Johanna-Prangl-Hof 613                           | 1    | Datei hochladen | Damböckgasse 3-5 Standort          | 1957–1958 | Paul Ehrenzweig, Karl Vodak sen.     | | 82        | Benannt nach der Philanthropin und Stifterin Johanna Prangl (1840–1886). Identadresse Esterhazygasse 24                                                  |
| 603                                              | 1    | Datei hochladen | Dominikanergasse 5 Standort        | 1951–1953 | Karl Maria Lang                      | | 18        | |
| Malva-Schalek-Hof 623                            | 1    | Datei hochladen | Dürergasse 5 Standort              | 1979–1982 | Johann Ausch                         | | 15        | Benannt nach Malva Schalek |
| 607                                              | 1    | Datei hochladen | Fillgradergasse 17-21 Standort     | 1939–1940 | Adolf Stöckl                         | Sgraffito von Igo Pötsch mit acht lokalhistorischen Darstellungen auf dem Runderker                                                     | 42        | Nennt sich laut Aufschrift „Windmühlhof“ (nach der ehemaligen Vorstadt). Identadresse Windmühlgasse 13a                                                  |
| 611                                              | 1    | Datei hochladen | Garbergasse 5 Standort             | 1955      | Anton Wichtl                         | Natursteinrelief Zwei Putti von Michael Drobil                                                                                          | 22        | |
| 612                                              | 1 BW | Datei hochladen | Grabnergasse 11-13 Standort        | 1955–1956 | Adolf Hoch                           | Bronzeplastik Drei Figuren von Mario Petrucci (1957–1962)                                                                               | 85        | |
| Bruno-Marek-Hof 293                              | 1    | Datei hochladen | Gumpendorfer Straße 40-44 Standort | 1986–1988 | Timo Penttilä                        | Skulptur Sonnenuhr von Edelbert Köb | 71        | Benannt nach Bruno Marek. Identadresse Windmühlgasse 17-23                                                                                               |
| Franz-Bauer-Hof 285                              | 1    | Datei hochladen | Gumpendorfer Straße 59-61 Standort | 1983–1985 | Josef Becvar, Wolfgang Neumann       | | 53        | Benannt nach Franz Bauer. Identadresse Kaunitzgasse 1, Luftbadgasse 14-16                                                                                |
| Alfred-Porges-Hof 274                            | 1    | Datei hochladen | Gumpendorfer Straße 62 Standort    | 1981–1983 | Rudolf Hautmann                      | | 26        | Benannt nach Alfred Porges |
| 608                                              | 1    | Datei hochladen | Gumpendorfer Straße 86 Standort    | 1948–1949 | Erich Franz Leischner                | Supraporte aus Sandstein Kinder mit historischem Stadtwappen von Anton Endstorfer                                                       | 15        | |
| Katharina-Lins-Hof 616                           | 1    | Datei hochladen | Gumpendorfer Straße 104 Standort   | 1962–1964 | Karl Kotal                           | Portal des ehemaligen Mollard-Schlössels aus dem 16. Jahrhundert im Hof                                                                 | 15        | |
| 609                                              | 1    | Datei hochladen | Kaunitzgasse 11-13 Standort        | 1952–1953 | Kurt Klaudy                          | | 37        | |
| 617                                              | 1    | Datei hochladen | Kaunitzgasse 15-17 Standort        | 1965–1967 | Anton Potyka                         | Zwei Darstellungen des Ratzenstadls (Spitzname für den Magdalenengrund im 19. Jahrhundert) auf einem Natursteinrelief von Viktor Hammer | 29        | Identadresse Magdalenenstraße 12 |
| 627                                              | 1    | Datei hochladen | Liniengasse 27 Standort            | 1986–1988 | Rudolf Hautmann, Klara Hautmann-Kiss | Malereien mit Rankenmotiven und fliegenden Vögeln                                                                                       | 22        | |
| 624                                              | 1    | Datei hochladen | Linke Wienzeile 132 Standort       | 1983–1984 | Wilhelm Gehrke                       | | 26        | |
| Hubert-Feilnreiter-Hof 600                       | 1    | Datei hochladen | Magdalenenstraße 3-7 Standort      | 1964–1966 | Josef Seeberger                      | | 45        | Benannt nach dem Bezirksvorsteher von Mariahilf Hubert Feilnreiter (1911–2007). Identadresse Linke Wienzeile 72-76                                       |
| 614                                              | 1    | Datei hochladen | Magdalenenstraße 9 Standort        | 1960–1962 | Josef Seeberger                      | | 22        | Identadresse Linke Wienzeile 78 |
| Elfi-Dassanowsky-Hof 605                         | 1    | Datei hochladen | Magdalenenstraße 13 Standort       | 1969      | Johann Hack                          | | 26        | Benannt nach Elfi Dassanowsky. Identadresse Linke Wienzeile 82                                                                                           |
| 626                                              | 1    | Datei hochladen | Marchettigasse 16 Standort         | 1984–1985 | Heinz Ekhart                         | | 19        | |
| 615                                              | 1    | Datei hochladen | Meravigliagasse 5-7 Standort       | 1963–1964 | Carl Reinhardt                       | | 24        | |
| 622                                              | 1    | Datei hochladen | Meravigliagasse 8 Standort         | 1978–1979 | Viktor Oppitz                        | | 12        | Identadresse Wallgasse 6 |
| 619                                              | 1    | Datei hochladen | Millergasse 23 Standort            | 1975–1978 | Gustav Hoppe                         | | 22        | |
| 625                                              | 1    | Datei hochladen | Millergasse 39 Standort            | 1986–1988 | Gottfried Meister                    | | 22        | |
| 631                                              | 1    | Datei hochladen | Mittelgasse 1 Standort             | 1986–1988 | Kurt Braun                           | | 30        | Identadresse Stumpergasse 41-43, Mittelgasse 2 |
| 632                                              | 1    | Datei hochladen | Mittelgasse 25 Standort            | 1993–1994 | Franz Haiden                         | | 37        | Identadresse Strohmayergasse 4 |
| 606                                              | 1    | Datei hochladen | Mollardgasse 28 Standort           | 1937–1938 | Engelbert Mang                       | | 54        | |
| Einsteinhof 105 HERIS-ID: 5068 Objekt-ID: 930    | 1    | Datei hochladen | Mollardgasse 30-32 Standort        | 1949–1952 | Adolf Hoch                           | Sieben Spielfiguren Ponys von Mario Petrucci (1951–1957), Keramikrelief Spielende Kinder von Adele Stadler (1951/52)                    | 184       | Denkmalschutz Benannt nach Albert Einstein. Identadresse Grabnergasse 1-9                                                                                |
| Rudolf-Krammer-Hof 275                           | 1    | Datei hochladen | Mollardgasse 39-41 Standort        | 1980–1983 | Manfred Schuster, Franz Kiener       | | 51        | Benannt nach dem Bezirksvorsteher von Mariahilf Rudolf Krammer (1909–1976). Identadresse Linke Wienzeile 136-138                                         |
| 610                                              | 1    | Datei hochladen | Mollardgasse 53-55 Standort        | 1952–1954 | Viktor Kraft                         | | 54        | Identadresse Linke Wienzeile 148-150 |
| 604                                              | 1    | Datei hochladen | Mollardgasse 75 Standort           | 1957      | Hugo Stimpfl                         | | 39        | Unter Einbeziehung von Teilen des kriegsbeschädigten Vorgängerbaus (1912/13 von Adolf und Carl Stöger). Identadresse Linke Wienzeile 168                 |
| Leuthner-Hof 104 HERIS-ID: 13778 Objekt-ID: 9989 | 1    | Datei hochladen | Mollardgasse 89 Standort           | 1931–1932 | Georg Rupprecht                      | | 159       | Denkmalschutz Benannt nach dem Schriftsteller und Politiker Karl Leuthner (1869–1944). Identadresse Pliwagasse 1a, Eisvogelgasse 2a, Linke Wienzeile 182 |
| 620                                              | 1    | Datei hochladen | Stumpergasse 16 Standort           | 1975–1978 | Franz Marx                           | Sgraffito Linienkomposition von Johann Fruhmann                                                                                         | 53        | Identadresse Liniengasse 13 |
| 618                                              | 1    | Datei hochladen | Stumpergasse 42 Standort           | 1975–1978 | Adolf Svancar                        | | 31        | Identadresse Schmalzhofgasse 23 |
| 629                                              | 1    | Datei hochladen | Wallgasse 13 Standort              | 1986–1988 | Peter Pelikan                        | | 28        | |